# Sphinx (djur)
Sphinx är ett släkte av fjärilar som beskrevs av Carl von Linné 1758. Sphinx ingår i familjen svärmare.

## Dottertaxa tillSphinx, i alfabetisk ordning[1][2]
- Sphinx adumbrata Dyar, 1912
- Sphinx arthuri Rothschild, 1897
- Sphinx asella Hodges, 1971
- Sphinx aurigutta Rothschild & Jordan, 1903
- Sphinx balsae Schaus, 1932
- Sphinx biolleyi Schaus, 1912
- Sphinx caligineus Butler, 1877
  - Sphinx caligineus brunnescens Mell, 1922
  - Sphinx caligineus hakodoensis Bang-Haas, 1936
  - Sphinx caligineus sinicus Rothschild & Jordan, 1903
- Sphinx canadensis Boisduval, 1875
- Sphinx chersis Hübner, 1824
  - Sphinx chersis mexicanus Rothschild & Jordan, 1903
  - Sphinx chersis oreodaphne Edwards, 1874
  - Sphinx chersis pallescens Rothschild & Jordan, 1903
- Sphinx chisoya Schaus, 1932
- Sphinx crassistriga Rothschild & Jordan, 1903
- Sphinx dollii Neumoegen, 1881[3]
  - Sphinx dollii australis Clark, 1922
  - Sphinx dollii coloradus Smith, 1887
- Sphinx drupiferarum Abbot & Smith, 1797
  - Sphinx drupiferarum marginalis Clark, 1936
  - Sphinx drupiferarum utahensis Edwards, 1881
- Sphinx eremitoides Strecker, 1874
- Sphinx eremitus Hübner, 1824
  - Sphinx eremitus mccrearyi Clark, 1929
- Sphinx formosana Riotte, 1971
- Sphinx franckii Neumoegen, 1893
- Sphinx geminus Rothschild & Jordan, 1903
- Sphinx gordius Cramer, [1779]
  - Sphinx gordius borealis Clark, 1920
  - Sphinx gordius oslari Rothschild & Jordan, 1903
- Sphinx istar Rothschild & Jordan, 1903
- Sphinx justiciae Walker, 1856
- Sphinx kalmiae Abbot & Smith, 1797
- Sphinx laricis Rozhkov, 1972
- Sphinx leucophaeata Clemens, 1859
- Sphinx libocedrus Edwards, 1881
  - Sphinx libocedrus achotla Mooser, 1944
  - Sphinx libocedrus insolita Lintn., 1884
- Sphinx ligustri Linnaeus, 1758, Ligustersvärmare
  - Sphinx ligustri chishimensis Matsumura, 1929
  - Sphinx ligustri constricta Butler, 1885
  - Sphinx ligustri nisseni Rothschild & Jordan, 1916
  - Sphinx ligustri weryi Rungs, 1977
- Sphinx lugens Walker, 1856
- Sphinx luscitiosa Clemens, 1859
  - Sphinx luscitiosa benjamini Clark, 1932
  - Sphinx luscitiosa borealis Clark, 1931
- Sphinx maura Burmeister, 1879
- Sphinx merops Boisduval, 1870
  - Sphinx merops judsoni Weiss, 1932
- Sphinx oberthüri Rothschild & Jordan, 1903
  - Sphinx oberthüri jordani Mell, 1922
- Sphinx perelegans Edwards, 1874
- Sphinx phalerata Kernbach, 1955
- Sphinx pinastri Linnaeus, 1758, Tallsvärmare
  - Sphinx pinastri arestus Jordan, 1931
  - Sphinx pinastri cenisius Jordan, 1931
  - Sphinx pinastri massiliensis Jordan, 1931
  - Sphinx pinastri maurorum Jordan, 1931
  - Sphinx pinastri medialis Jordan, 1931
  - Sphinx pinastri morio Rothschild & Jordan, 1903
- Sphinx pitzahuac Mooser, 1947
- Sphinx poecila Steph.
- Sphinx praelongus Rothschild & Jordan, 1903
- Sphinx pseudostigmatica Gehlen, 1928
- Sphinx separatus Neumoegen, 1885
  - Sphinx separatus melaena Rothschild & Jordan, 1916
- Sphinx sequoiae Boisduval, 1868
- Sphinx thailandica Inoue, 1991
- Sphinx tricolor Clark, 1923
- Sphinx vashti Strecker, 1878
- Sphinx xantus Cary, 1963

## Bildgalleri

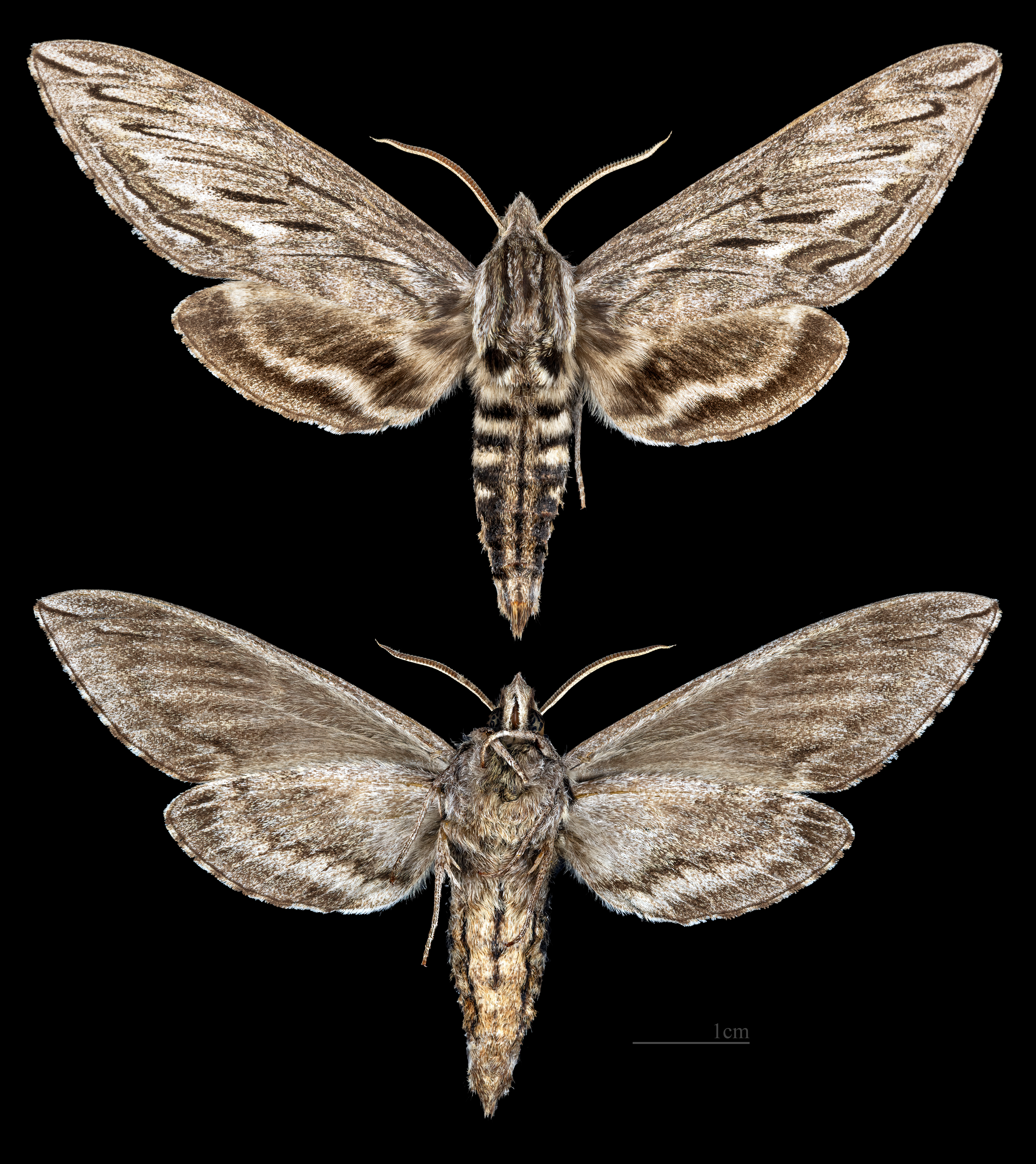
Sphinx canadensis (hane)
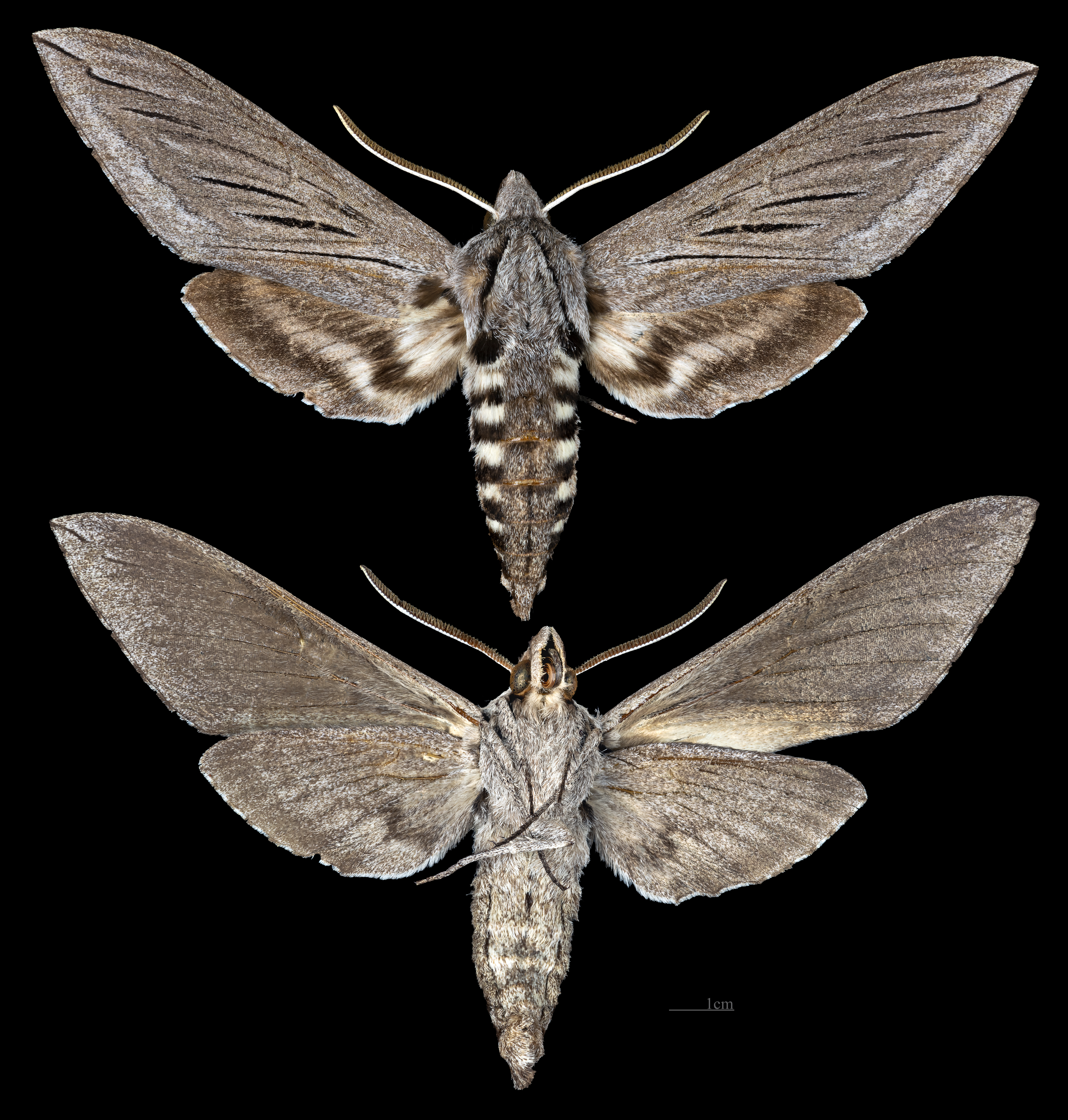
Sphinx chersis (hane)
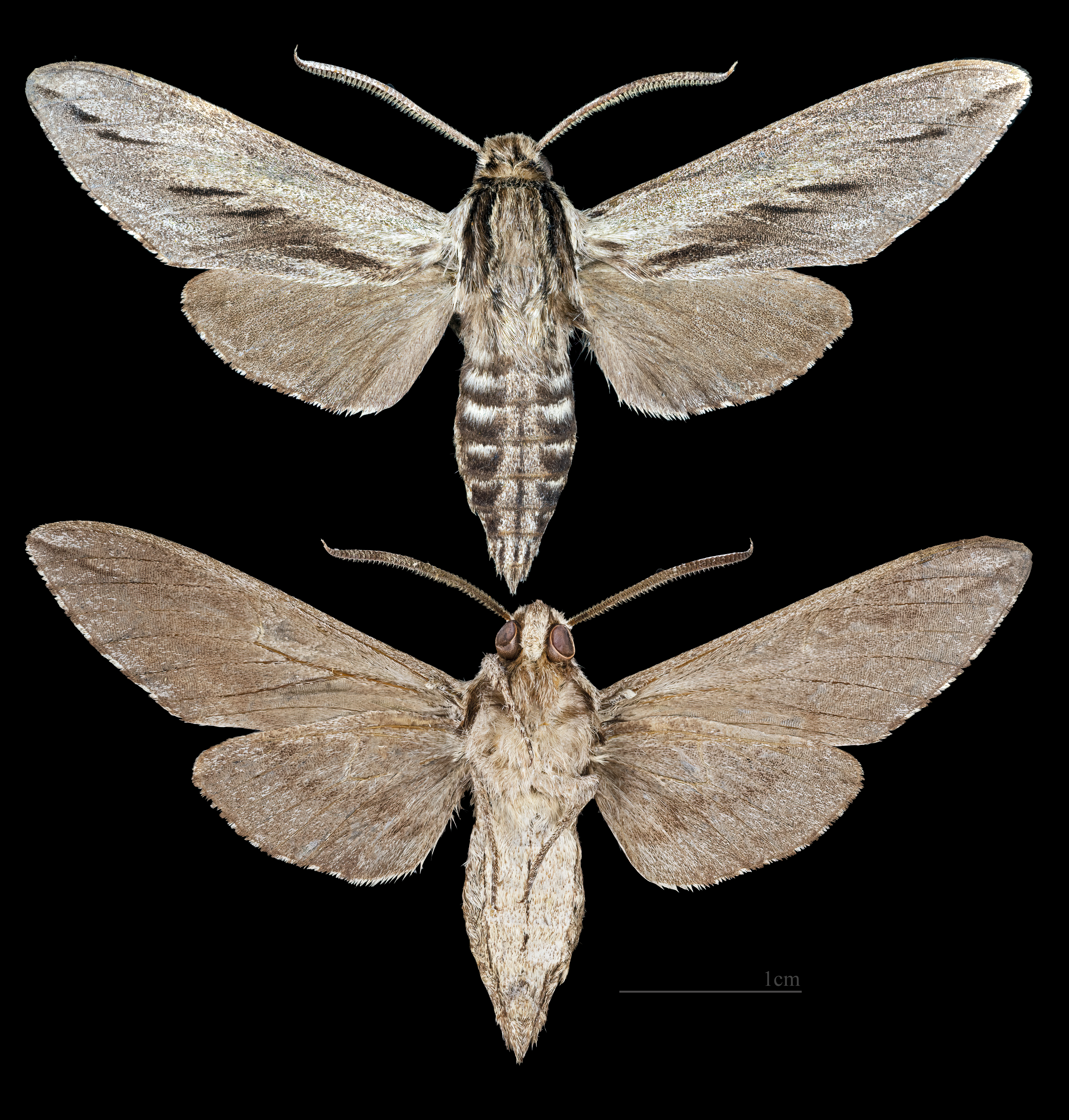
Sphinx dollii (hane)
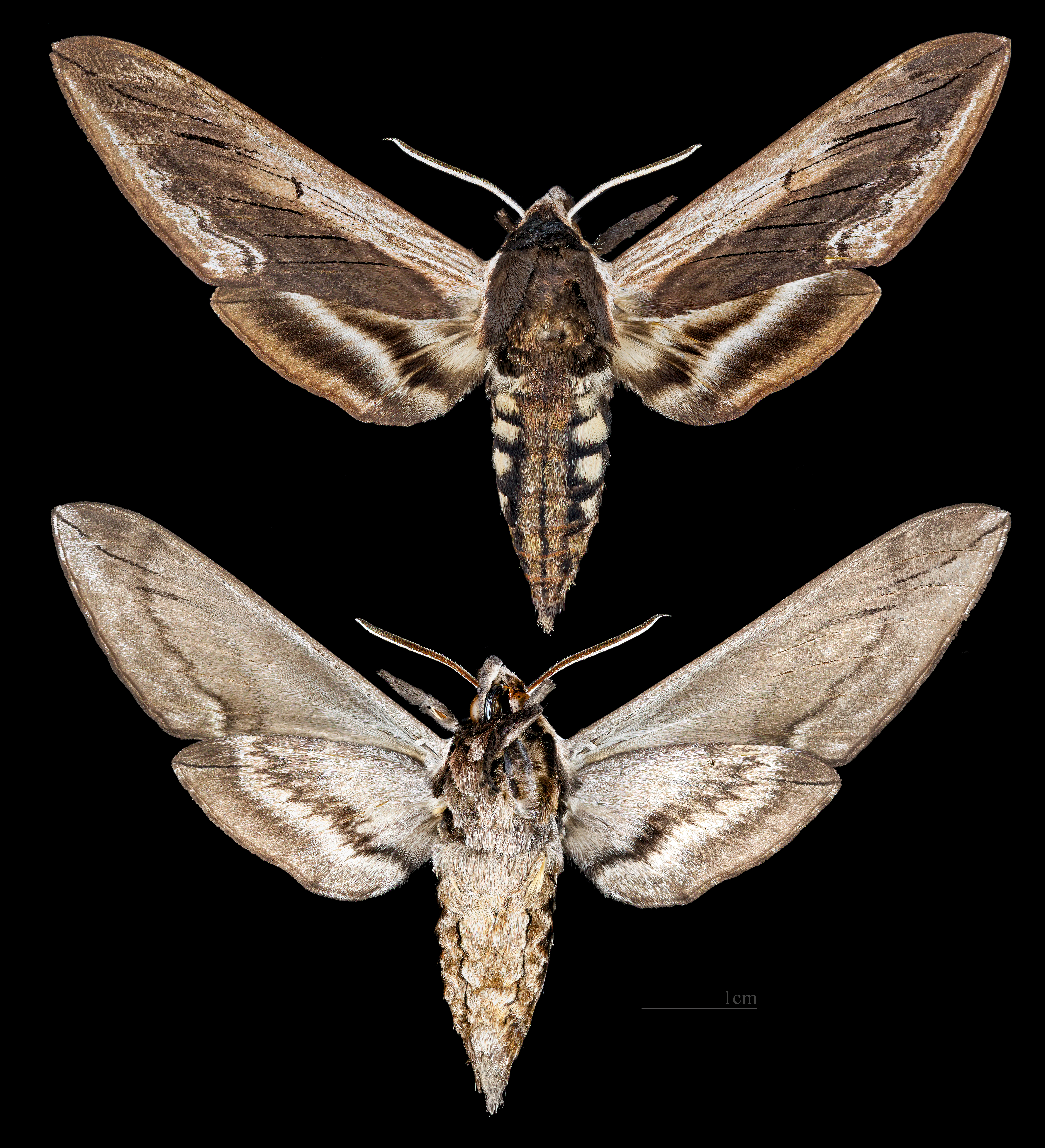
Sphinx drupiferarum (hane)
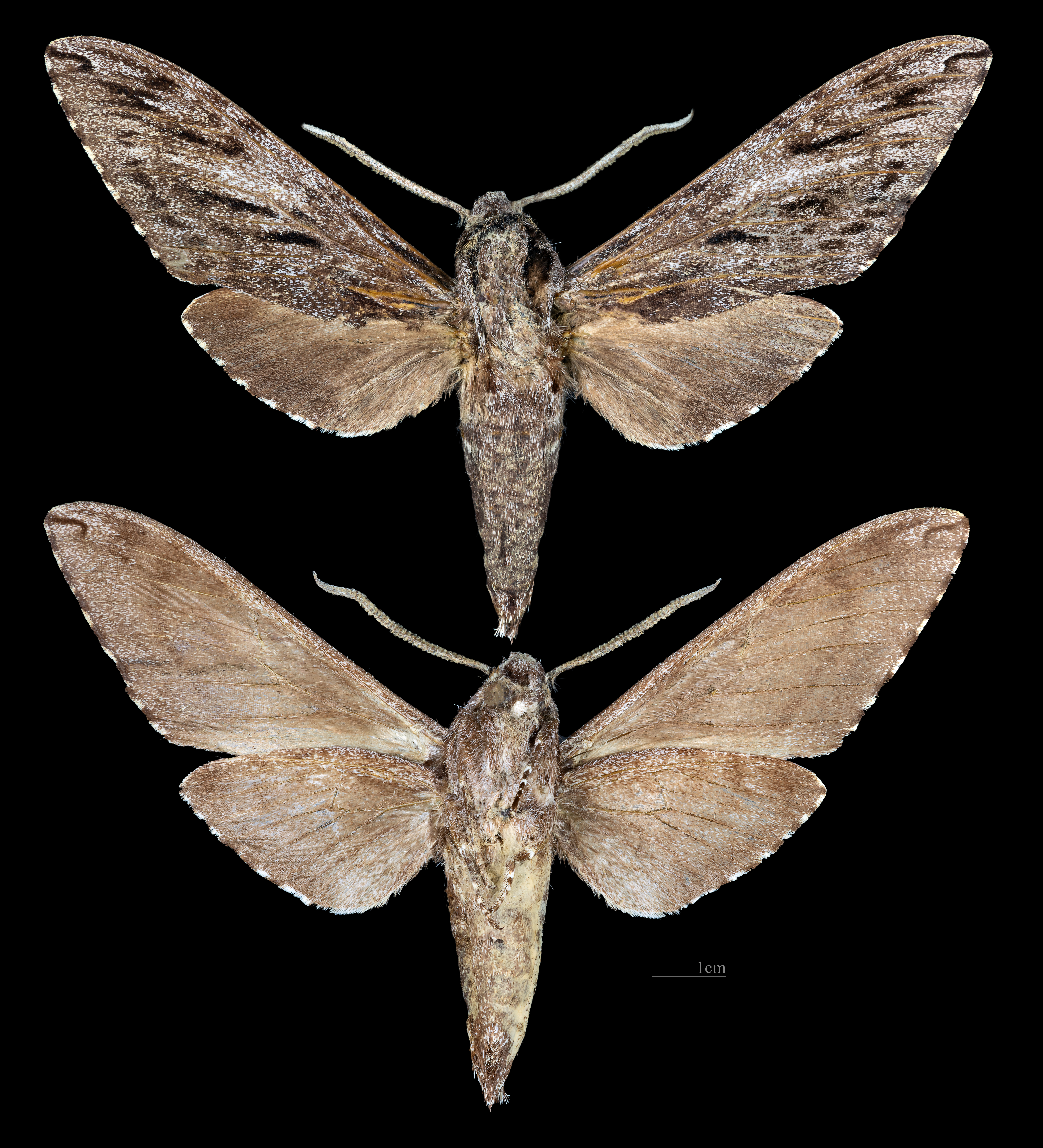
Sphinx formosana (hane)
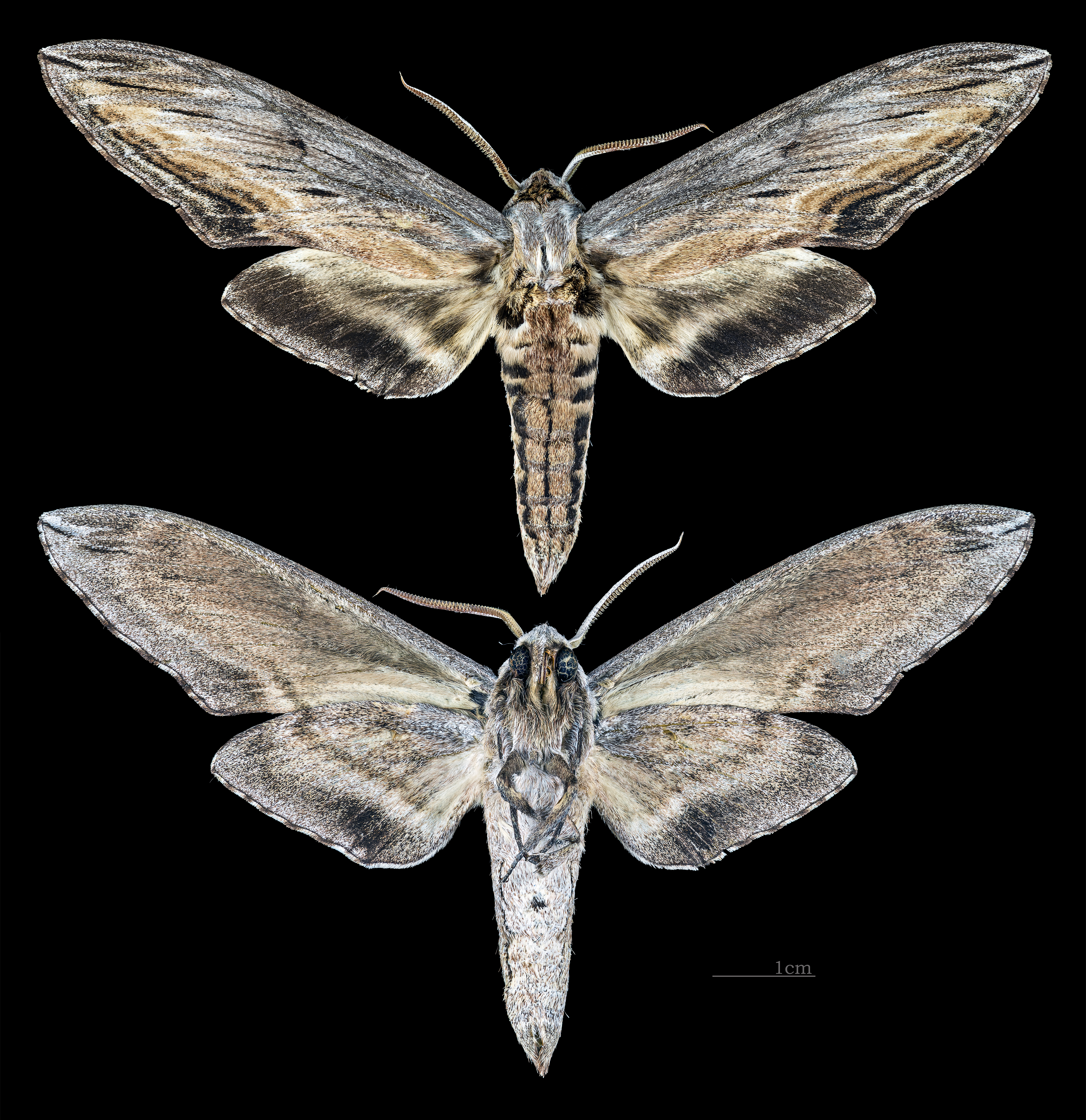
Sphinx franckii (hane)
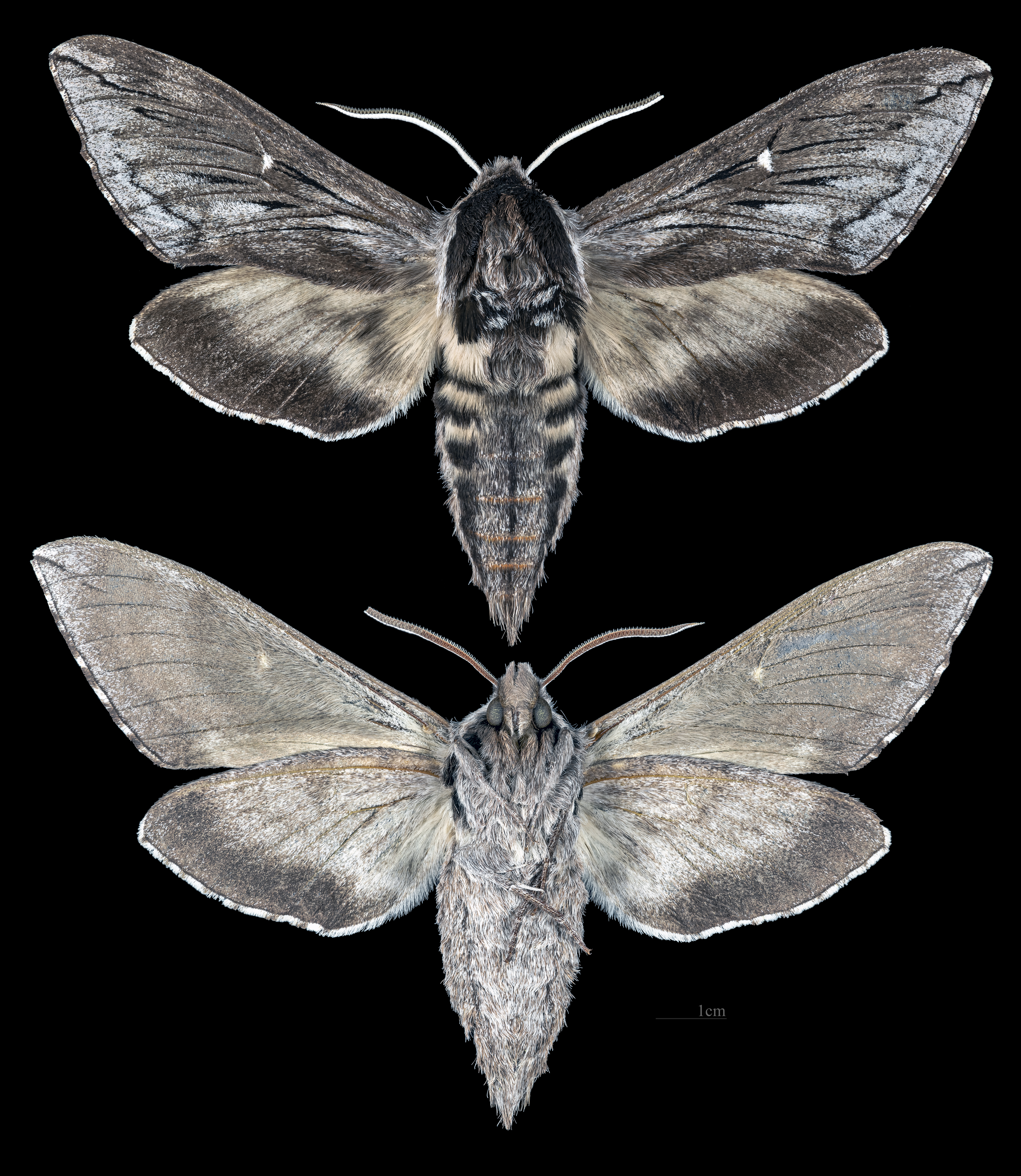
Sphinx gordius (hane)
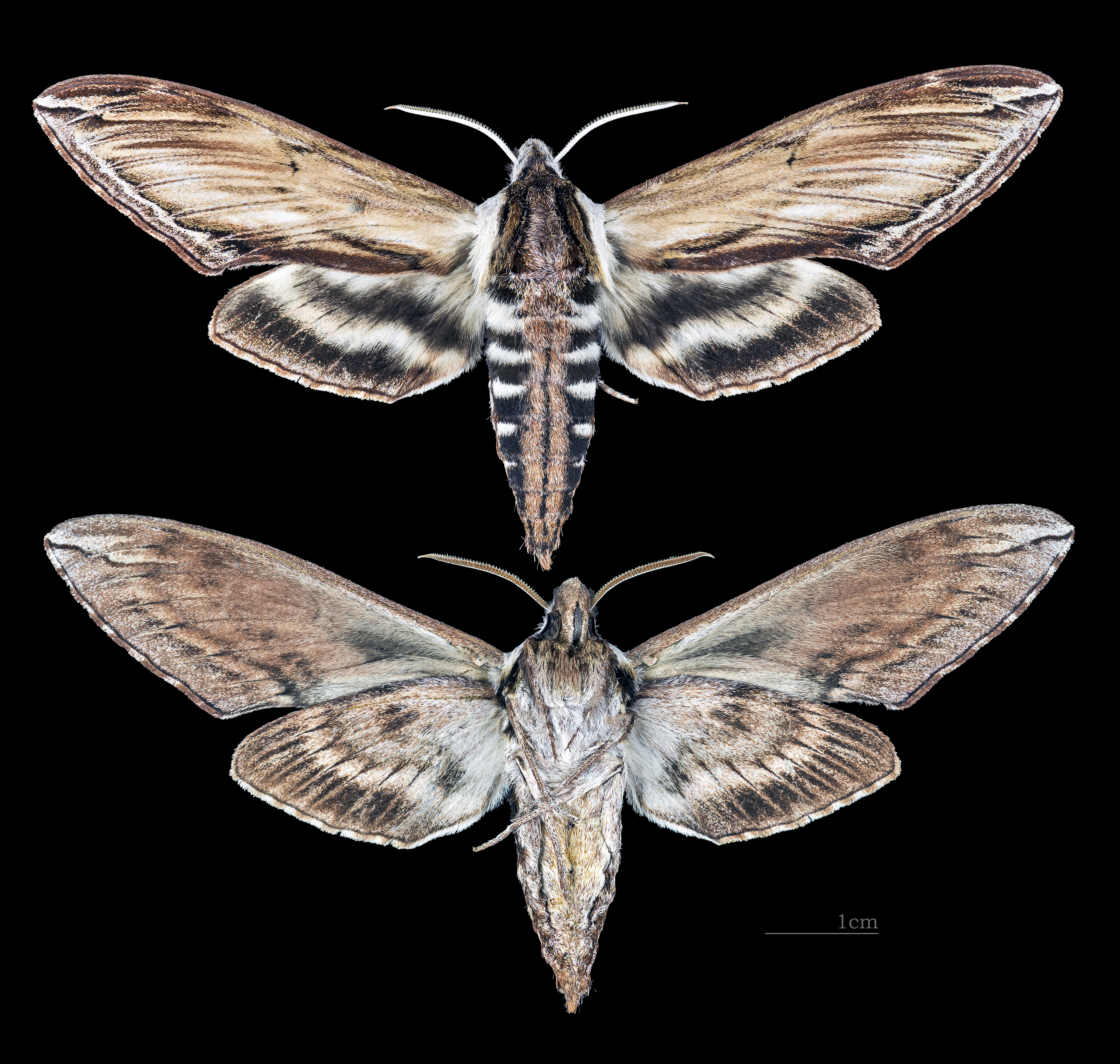
Sphinx kalmiae (hane)
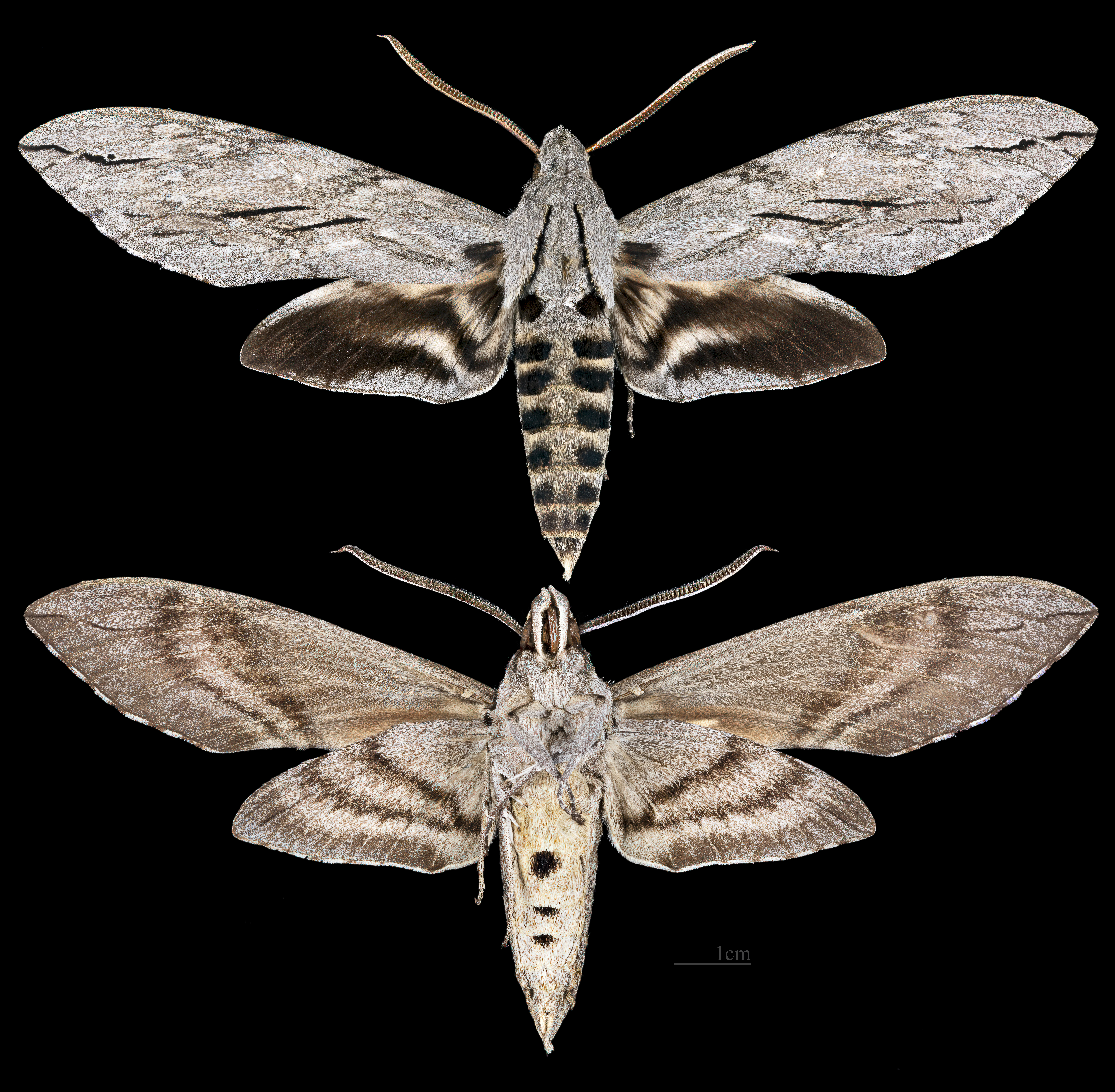
Sphinx leucophaeata (hane)
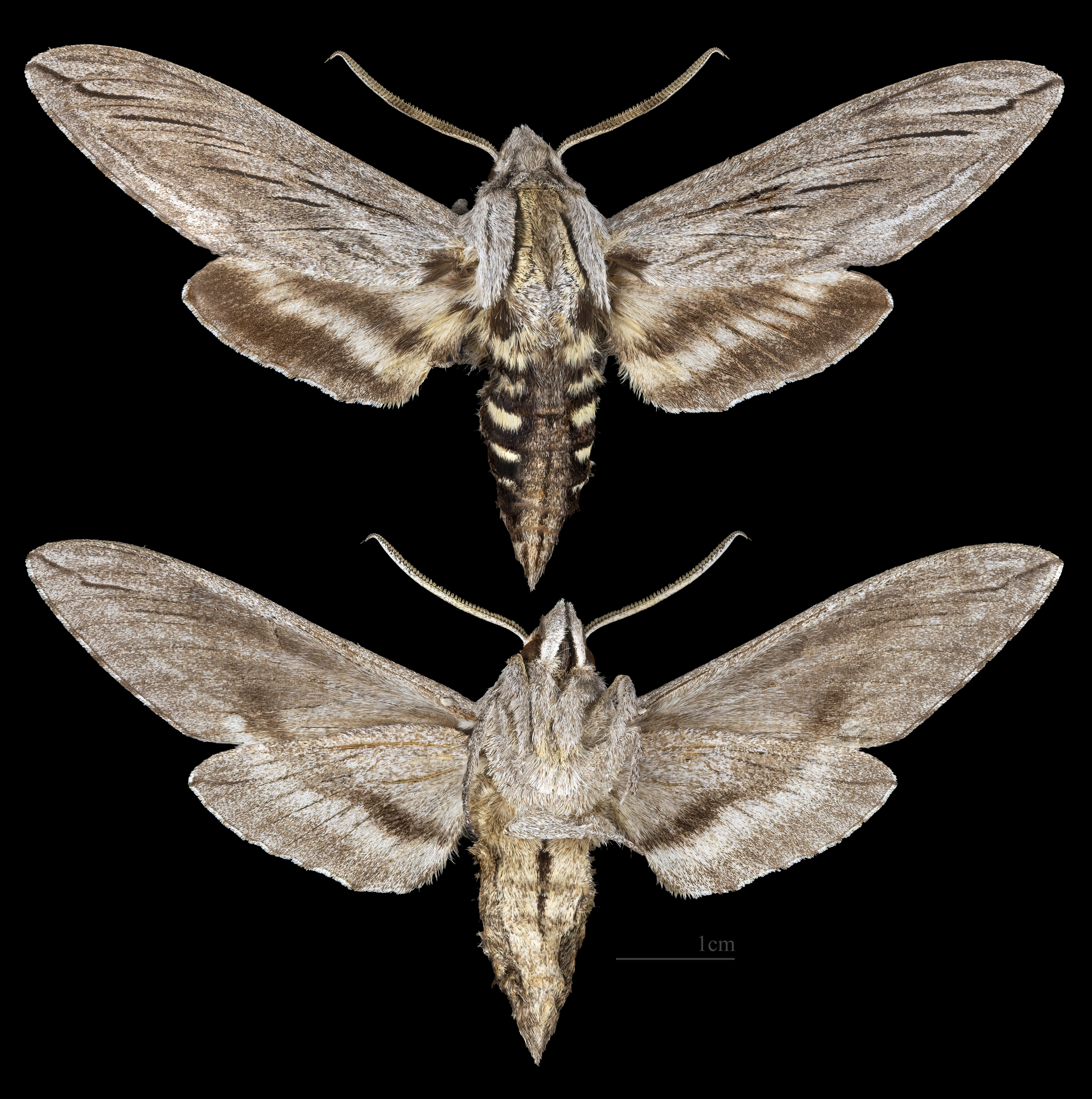
Sphinx libocedrus (hane)
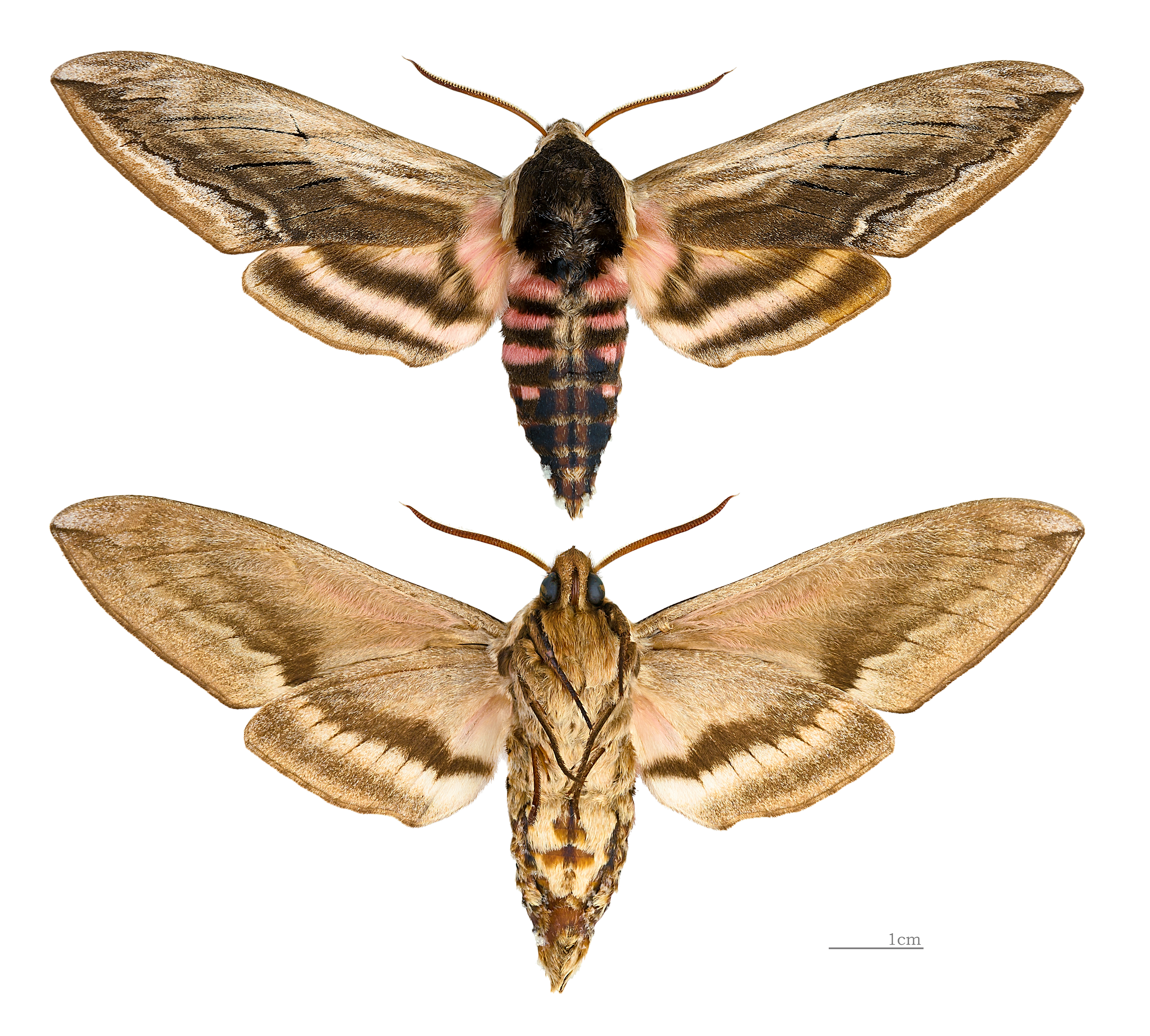
Ligustersvärmare, Sphinx ligustri (hane)
Sphinx luscitiosa (hane)
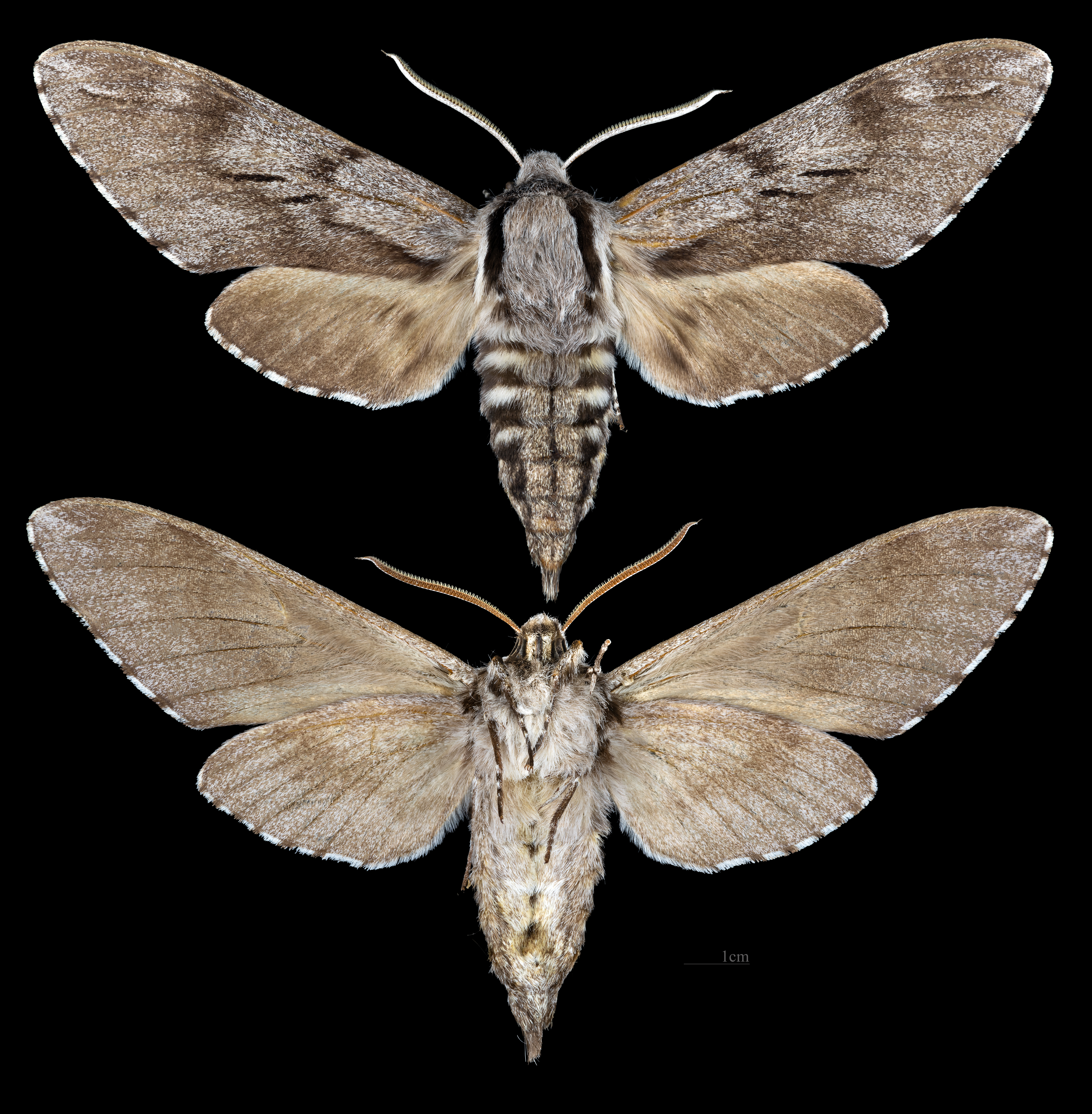
Tallsvärmare, Sphinx pinastri (hane)
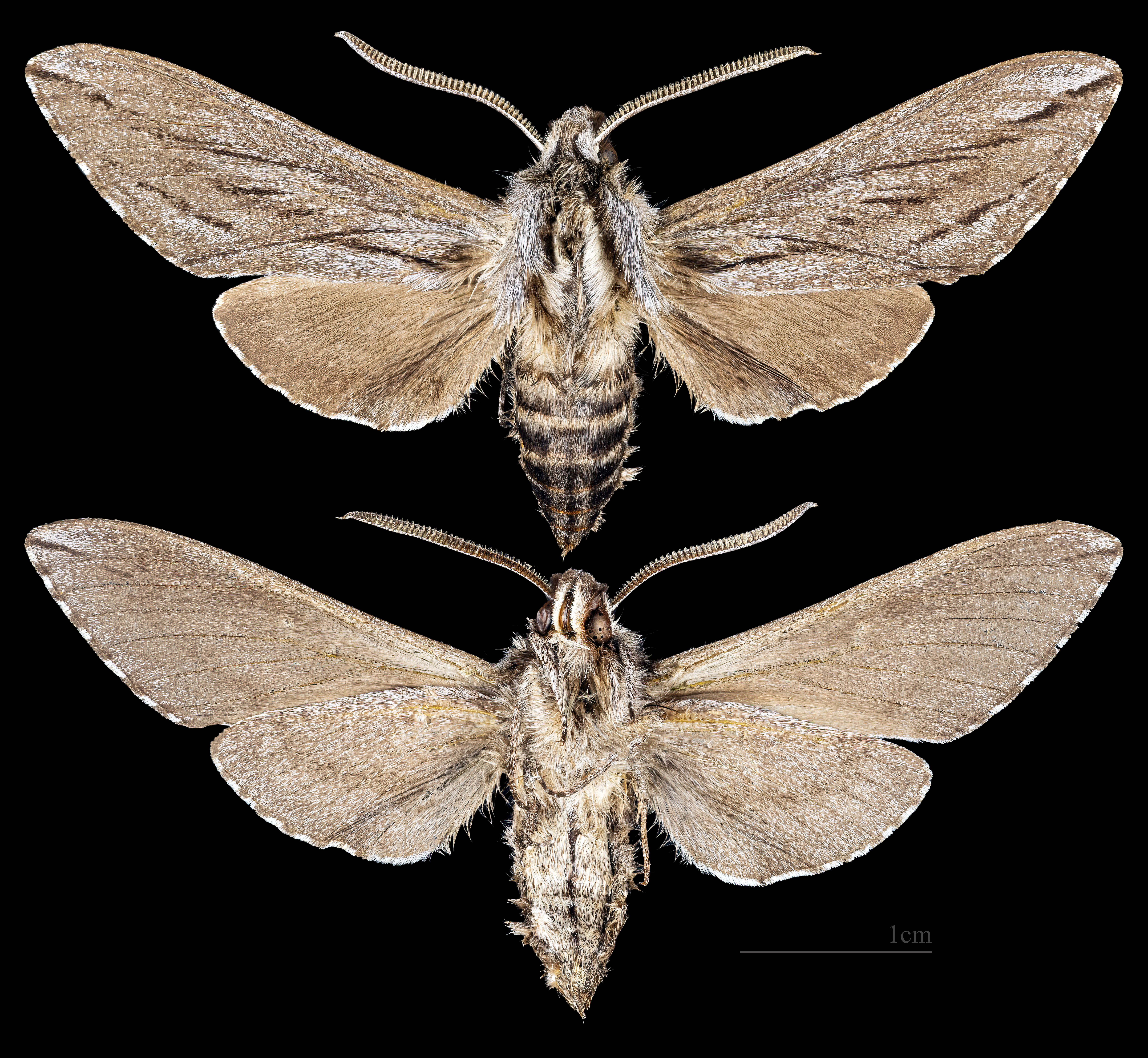
Sphinx sequoiae (hane)
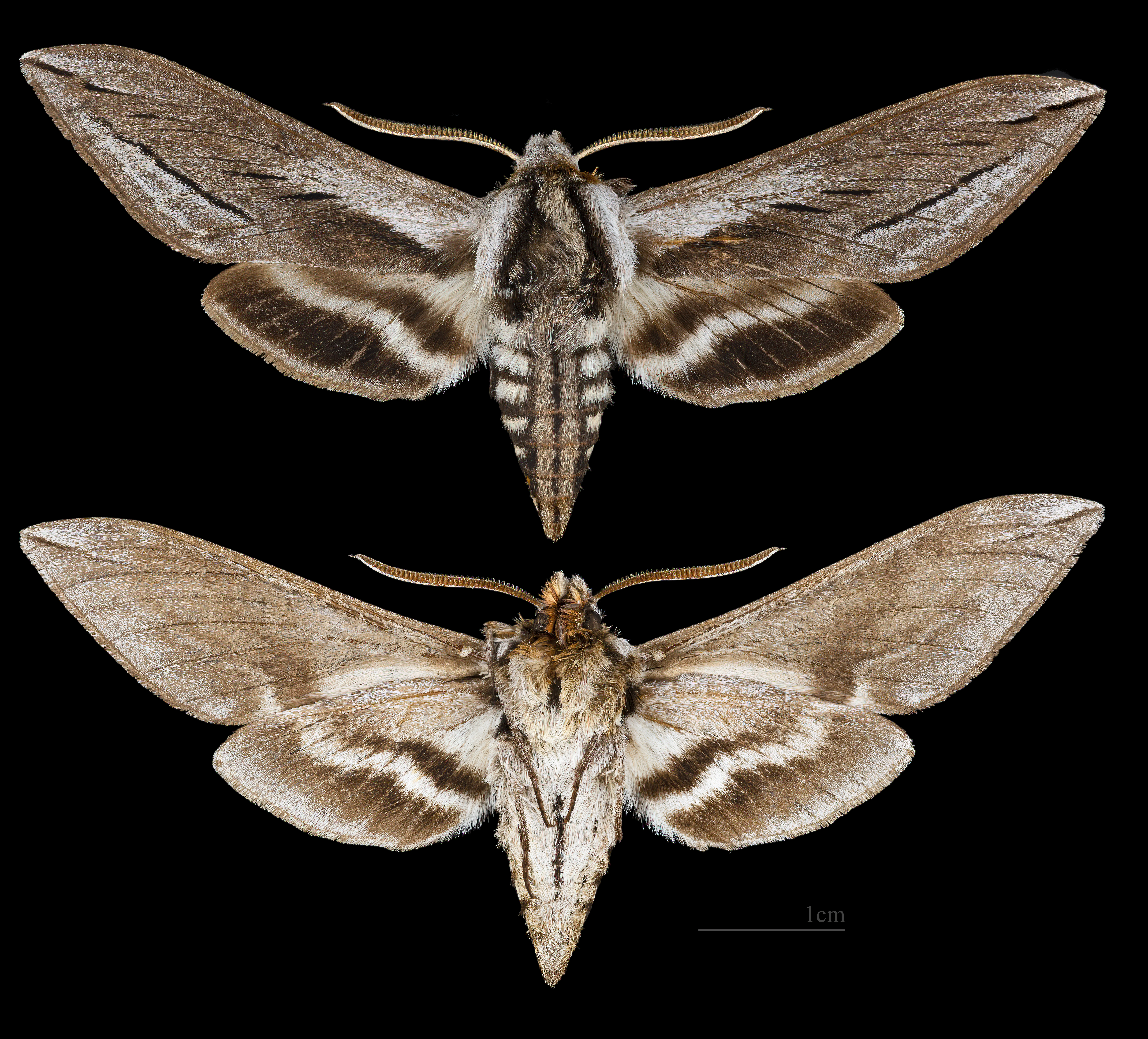
Sphinx vashti (hane)